# بخش نابارنگپور
بخش نابارنگپور (به انگلیسی: Nabarangpur district) یک بخش در هند است که در اودیسا واقع شده‌است. بخش نابارنگپور ۵٬۲۹۴ کیلومتر مربع مساحت و ۱٬۲۲۰٬۹۴۶ نفر جمعیت دارد و ۱۹۵ متر بالاتر از سطح دریا واقع شده‌است.